# إيفرت أندرسن
إيفرت أندرسن هو عسكري نرويجي، ولد في 1 فبراير 1772، وتوفي في 29 يوليو 1809.